# Patricia Collinge
Patricia Collinge (Dublín, Irlanda, 20 de setembre de 1892 − Nova York, 10 d'abril de 1974) va ser una actriu irlandesa naturalitzada estatunidenca.

## Biografia[1][2]
Nascuda a Dublín, filla d'Emmie Russell i F. Channon Collinge, el seu veritable nom era Eileen Cecilia Collinge. Va ser educada en privat al principi, després en una escola de nenes. Va estudiar dansa i piano, però va decidir ser actriu. Va començar la seva carrera als dotze anys el 21 de desembre de 1904 en un paper de noieta xinesa a Little Black Sambo  al Garrick Theatre de Londres.
La seva primera aparició a Broadway es remunta al 7 de desembre de 1908 a The Queen of the Moulin Rouge com  nena de les flors.  L'any anterior, havia arribat a Nova York amb la seva mare. Després de treballar amb alguns dels més famosos actors de teatre de l'època, se li va donar el paper principal a Pollyanna, l'adaptació teatral de la novel·la d'Eleanor H. Porter. Va ser la primera intèrpret del personatge que després va ser portat al cinema el 1920 per Mary Pickford i, el 1960, per Hayley Mills.
El 1939, Patricia Collinge va ser Birdie Hubbard a The Little Foxes, protagonitzada per Tallulah Bankhead. Va fer el mateix paper en la versió cinematogràfica, La lloba, pel qual va ser nominada a l'Oscar a la millor actriu secundària
L'actriu va morir a Nova York el 1974 als 81 anys a causa d'un atac de cor. Va ser incinerada i les seves cendres van ser lliurades a la família i amics

## Filmografia[5]
- 1941: La lloba (The Little Foxes) de William Wyler: Birdie Hubbard
- 1943: Shadow of a Doubt d'Alfred Hitchcock: Emma Newton
- 1943: Company de la meva vida (Tender Comrade) d'Edward Dmytryk: Helen Stacey
- 1944: Casanova Brown de Sam Wood: Mrs. Drury
- 1951: Teresa de Fred Zinnemann: Mrs. Clara Cass
- 1952: Washington Story de Robert Pirosh: Miss Galbreth
- 1959: Història d'una monja (The Nun's Story) de Fred Zinnemann: Germana William

## Premis i nominacions
Nominacions
- 1942: Oscar a la millor actriu secundària per La lloba